# 巻き返し (落語)
「巻き返し」は、長崎抜天作の新作落語である。

## あらすじ
夫婦喧嘩の勢いで時計を壊してしまった夫婦がいた。時計が無いと不便だと妻が言うので亭主は、隣家の男から借金の抵当として時計を取り上げてくる。しかし、頻繁に時間を聞いてくる隣家の男に悩まされることになる。

## 作者と演者について
漫画家で新作落語の作者でもあった長崎抜天が、NHKラジオの番組『とんち教室』で共演していた三代目桂三木助のために書き下ろした作品。三木助の持ちネタとなっていたが、三木助の没後は二代目三遊亭円歌が演じていた。円歌の没後は演者が絶えている。
口演の録音は三木助によるものと円歌によるものが残っている。